# Hudtwalckerstraße (metropolitana di Amburgo)
La stazione di Hudtwalkerstraße è una fermata della Metropolitana di Amburgo, sulla linea U1, situato tra Kellinghusenstraße e Lattenkamp.

## Struttura
Hudtwalkerstraße è una delle stazione della metropolitana strutturata con una banchina ad isola. Sul binario destro ci sono treni per Nordstedt Mitte e sul binario sinistro ci sono treni per il centro di Amburgo e per Grosshansdorf e Ohlstedt.